# Cornopteris latibasis
Cornopteris latibasis är en majbräkenväxtart som beskrevs av W.M. Chu. Cornopteris latibasis ingår i släktet Cornopteris och familjen Athyriaceae. Inga underarter finns listade.